# Alexander Alfredowitsch Bek
Alexander Alfredowitsch Bek  (russisch Алекса́ндр Альфре́дович Бек; * 21. Dezember 1902jul. / 3. Januar 1903greg. in Saratow; † 2. November 1972 in Moskau, manchmal aus dem russischen Kyrillisch als Aleksandr Bek transliteriert oder eindeutschend zu Alexander Beck) war ein sowjetischer Romanautor und Schriftsteller. International wurde er durch den Roman Die Wolokolamsker Chaussee bekannt, in dem er eigene Eindrücke während der Schlacht um Moskau (1941) verarbeitet.

## Biografie
Bek wurde als Sohn eines deutschstämmigen Arztes der Kaiserlich Russischen Armee in Saratow geboren. Dort besuchte er eine Realschule. In der Folge der Russischen Revolution von 1917 und des Ausbruchs des Russischen Bürgerkriegs zwischen den „Roten“ und „Weißen“ schloss der 16-Jährige sich als Freiwilliger der bolschewistischen Roten Armee an. 1919 begann Bek, Beiträge für die Divisionszeitschrift zu schreiben. Sein erster Roman, Kurako erschien 1934. Er beschäftigt sich mit dem russischen Metallurgen Michail Kurako und geht auf Eindrücke zurück, die Bek während eines Besuchs der Stadt Nowokusnezk gewonnen hatte. In den 1930er-Jahren folgten weitere Arbeiten im Stil des sozialistischen Realismus.
Während des Zweiten Weltkriegs wurde Bek für die Rote Armee verpflichtet. Als Kriegskorrespondent bezeugte er 1941 die Schlacht um Moskau. 1944 erschien eines seiner berühmtesten Werke, Die Wolokolamsker Chaussee («Волоколамское шоссе»), die den Abwehrkampf eines Bataillons in den Wäldern vor Moskau, entlang der Wolokolamsker Chaussee, zum Thema hat. Die Prosa ist präzise und nüchtern. Bek schildert hier den verzweifelten Kampf eines weitgehend auf sich selbst gestellten, schlecht ausgerüsteten Bataillons der Roten Armee gegen einen überlegenen, motorisierten Feind. Doch unter der Leitung seines Kommandeurs Momysch-Uly nutzt das Bataillon konsequent die Schwächen des Gegners; ihm gelingt es, den Vormarsch der Wehrmacht zu stoppen. Die Strategie des faschistischen Blitzkriegs ist gescheitert. Heiner Müller merkte an, dass Bek in diesem Werk den Namen Stalins kein einziges Mal erwähnt. Im folgenden Jahr erlebte Bek in Berlin das Ende des Zweiten Weltkriegs in Europa.
Zu den bekannteren Arbeiten Beks gehören in den 1950er- und 1960er-Jahren Verschiedene Tage («Несколько дней») und General Panfilows Reserve («Резерв генерала Панфилова») – eine Fortsetzung der Wolokolamsker Chaussee (beide 1960 erschienen). Bereits 1956 wurde Talent («Талант») und Bereschkows Leben («Жизнь Бережкова») publiziert – über das Leben eines Facharbeiters in der sowjetischen Automobilindustrie.
Beks 1965 entstandener Roman Die Ernennung gilt als Schlüsselroman um den sowjetischen Politiker Iwan Tewossjan, dem in der Stalinzeit eine leitende Funktion in der sowjetischen Metallindustrie übertragen wird. Trotz einer anfänglichen Ankündigung in Nowy Mir erschien der Roman in der Sowjetunion erst 1986 – hauptsächlich wegen der Proteste von Tewosians Witwe. Tatsächlich erschien Die Ernennung zuerst 1972 in der BRD, und zwar in der Frankfurter Allgemeinen Zeitung und beim S. Fischer Verlag.

## Publikationen (Auswahl)
- Timofei mit dem offenen Herzen. Erzählung. Dietz, Berlin 1950.
- Höher und höher. Roman. Verlag Kultur und Fortschritt, Berlin 1958.
- Die Wolokolamsker Chaussee. Deutscher Militärverlag, Berlin 1962.
- General Panfilows Reserve. Deutscher Militärverlag, Berlin 1965.
- Die Ernennung. S. Fischer Verlag, Frankfurt/Main 1972.